# Lisa (TV-serie)
Lisa är en svensk animerad komedi-TV-serie från 1998 som skapats av illustratören Magnus Carlsson. Berättarröst är Gösta Ekman. Lisa är en uppföljare till TV-serien Robin.

## Handling
Lisa är en ung flicka i en typisk familj. Liksom Robin bor hon i en lägenhet och berättar om alla sina alldagliga äventyr.